# IC 5146
IC 5146 — рассеянное звёздное скопление, погруженное в отражательно-эмиссионную туманность Кокон, расположенное на небе в созвездии Лебедя. Прямое восхождение — 21 час 53 минуты и 24.0 секунды. Склонение +47° 16' 00". Видимые размеры — 10,00' × 10,0'. Этот объект входит в число перечисленных в оригинальной редакции нового общего каталога.